# John Ralph Ragazzini

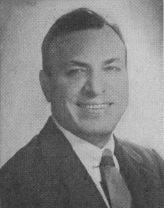
John R. Ragazzini

John Ralph Ragazzini (* 1912 in New York, NY; † 22. November 1988 in New Rochelle) war ein US-amerikanischer Elektronikingenieur und Professor für Elektrotechnik an der New York University.
Er studierte zunächst am City College of New York und schloss diese Ausbildung mit einem B.S. 1932 und E.E. 1936 ab. Er erhielt die akademischen Grade A.M. und Ph.D. in Electrical Engineering an der Columbia University 1939 bzw. 1941. Er prägte den Begriff des „Operationsverstärkers“.
Bedeutende Studenten Ragazzinis waren Rudolf Kálmán und Lotfi Asker Zadeh.